# Travis Scott (Rapper)/Diskografie
Diese Diskografie ist eine Übersicht über die musikalischen Werke des US-amerikanischen Rappers Travis Scott. Den Schallplattenauszeichnungen zufolge hat er bisher mehr als 275,1 Millionen Tonträger verkauft, davon alleine in seiner Heimat über 208,5 Millionen. Seine erfolgreichste Veröffentlichung ist die Single Goosebumps mit über 23,2 Millionen verkauften Einheiten.

## Alben

### Studioalben
| Jahr | Titel Musiklabel                                    | Höchstplatzierung, Gesamtwochen, AuszeichnungChartplatzierungen (Jahr, Titel, Musiklabel, Platzierungen, Wochen, Auszeichnungen, Anmerkungen) | Höchstplatzierung, Gesamtwochen, AuszeichnungChartplatzierungen (Jahr, Titel, Musiklabel, Platzierungen, Wochen, Auszeichnungen, Anmerkungen) | Höchstplatzierung, Gesamtwochen, AuszeichnungChartplatzierungen (Jahr, Titel, Musiklabel, Platzierungen, Wochen, Auszeichnungen, Anmerkungen) | Höchstplatzierung, Gesamtwochen, AuszeichnungChartplatzierungen (Jahr, Titel, Musiklabel, Platzierungen, Wochen, Auszeichnungen, Anmerkungen) | Höchstplatzierung, Gesamtwochen, AuszeichnungChartplatzierungen (Jahr, Titel, Musiklabel, Platzierungen, Wochen, Auszeichnungen, Anmerkungen) | Anmerkungen                                                   |
| Jahr | Titel Musiklabel                                    | DE | AT | CH | UK | US | Anmerkungen                                                   |
| ---- | --------------------------------------------------- | --- | --- | --- | --- | --- | ------------------------------------------------------------- |
| 2015 | Rodeo Epic Records (Sony)                           | DE60 (1 Wo.)DE | AT53 (1 Wo.)AT | CH14 (2 Wo.)CH | UK22 Gold · (1 Wo.)UK | US3 ×2Doppelplatin · (59 Wo.)US | Erstveröffentlichung: 4. September 2015 Verkäufe: + 2.280.000 |
| 2016 | Birds in the Trap Sing McKnight Epic Records (Sony) | — | — | — | UK19 Gold · (5 Wo.)UK | US1 ×4Vierfachplatin · (286 Wo.)US | Erstveröffentlichung: 2. September 2016 Verkäufe: + 4.595.000 |
| 2018 | Astroworld Epic Records (Sony)                      | DE4 Gold · (… Wo.)DE | AT4 Platin · (… Wo.)AT | CH2 Platin · (… Wo.)CH | UK3 Platin · (87 Wo.)UK | US1 ×6Sechsfachplatin · (… Wo.)US | Erstveröffentlichung: 3. August 2018 Verkäufe: + 7.911.500    |
| 2023 | Utopia Epic Records (Sony)                          | DE2 Gold · (… Wo.)DE | AT1 (… Wo.)AT | CH1 (… Wo.)CH | UK1 Gold · (67 Wo.)UK | US1 ×2Doppelplatin · (… Wo.)US | Erstveröffentlichung: 28. Juli 2023 Verkäufe: + 2.921.000     |

### Kollaboalben
| Jahr | Titel Musiklabel                                              | Höchstplatzierung, Gesamtwochen, AuszeichnungChartplatzierungen (Jahr, Titel, Musiklabel, Platzierungen, Wochen, Auszeichnungen, Anmerkungen) | Höchstplatzierung, Gesamtwochen, AuszeichnungChartplatzierungen (Jahr, Titel, Musiklabel, Platzierungen, Wochen, Auszeichnungen, Anmerkungen) | Höchstplatzierung, Gesamtwochen, AuszeichnungChartplatzierungen (Jahr, Titel, Musiklabel, Platzierungen, Wochen, Auszeichnungen, Anmerkungen) | Höchstplatzierung, Gesamtwochen, AuszeichnungChartplatzierungen (Jahr, Titel, Musiklabel, Platzierungen, Wochen, Auszeichnungen, Anmerkungen) | Höchstplatzierung, Gesamtwochen, AuszeichnungChartplatzierungen (Jahr, Titel, Musiklabel, Platzierungen, Wochen, Auszeichnungen, Anmerkungen) | Anmerkungen                                                               |
| Jahr | Titel Musiklabel                                              | DE | AT | CH | UK | US | Anmerkungen                                                               |
| ---- | ------------------------------------------------------------- | --- | --- | --- | --- | --- | ------------------------------------------------------------------------- |
| 2017 | Huncho Jack, Jack Huncho Motown (UMG) • Capitol • Epic (Sony) | DE33 (4 Wo.)DE | — | CH41 (5 Wo.)CH | UK34 Silber · (5 Wo.)UK | US3 (23 Wo.)US | Erstveröffentlichung: 22. Dezember 2017 Verkäufe: + 70.000; mit Quavo     |
| 2019 | JackBoys Epic Records (Sony)                                  | DE25 (4 Wo.)DE | AT5 (7 Wo.)AT | CH6 (6 Wo.)CH | UK4 a Gold · (… Wo.)UK | US1 (70 Wo.)US | Erstveröffentlichung: 27. Dezember 2019 Verkäufe: + 242.500; mit JackBoys |
| 2025 | JackBoys 2 Epic Records (Sony)                                | DE9 (… Wo.)DE | AT4 (… Wo.)AT | CH2 (… Wo.)CH | UK2 a (… Wo.)UK | US1 (… Wo.)US | Erstveröffentlichung: 13. Juli 2025 mit JackBoys                          |

### Mixtapes
| Jahr | Titel Musiklabel                                | Höchstplatzierung, Gesamtwochen, AuszeichnungChartplatzierungen (Jahr, Titel, Musiklabel, Platzierungen, Wochen, Auszeichnungen, Anmerkungen) | Höchstplatzierung, Gesamtwochen, AuszeichnungChartplatzierungen (Jahr, Titel, Musiklabel, Platzierungen, Wochen, Auszeichnungen, Anmerkungen) | Höchstplatzierung, Gesamtwochen, AuszeichnungChartplatzierungen (Jahr, Titel, Musiklabel, Platzierungen, Wochen, Auszeichnungen, Anmerkungen) | Höchstplatzierung, Gesamtwochen, AuszeichnungChartplatzierungen (Jahr, Titel, Musiklabel, Platzierungen, Wochen, Auszeichnungen, Anmerkungen) | Höchstplatzierung, Gesamtwochen, AuszeichnungChartplatzierungen (Jahr, Titel, Musiklabel, Platzierungen, Wochen, Auszeichnungen, Anmerkungen) | Anmerkungen                                                                   |
| Jahr | Titel Musiklabel                                | DE | AT | CH | UK | US | Anmerkungen                                                                   |
| ---- | ----------------------------------------------- | --- | --- | --- | --- | --- | ----------------------------------------------------------------------------- |
| 2011 | Cruise’n USA Selbstverlag                       | — | — | — | — | — | Erstveröffentlichung: 1. Juni 2011 mit Classmates                             |
| 2013 | Owl Pharaoh Grand Hustle (GH)                   | — | — | — | — | — | Erstveröffentlichung: 21. Mai 2013                                            |
| 2014 | Days Before Rodeo Getting Out Our Dreams (GOOD) | DE17 (1 Wo.)DE | AT10 (2 Wo.)AT | CH4 (3 Wo.)CH | UK15 (1 Wo.)UK | US1 (4 Wo.)US | Erstveröffentlichung: 18. August 2014 Wiederveröffentlichung: 21. August 2024 |

### EPs
| Jahr | Titel Musiklabel               | Anmerkungen                                           |
| ---- | ------------------------------ | ----------------------------------------------------- |
| 2008 | The Graduates EP Selbstverlag  | Erstveröffentlichung: 2008 mit Chris Holloway         |
| 2009 | B.A.P.E. Selbstverlag          | Erstveröffentlichung: 2009 mit Classmates             |
| 2009 | Buddy Rich Selbstverlag        | Erstveröffentlichung: 9. Dezember 2009 mit Classmates |
| 2010 | The Classmates EP Selbstverlag | Erstveröffentlichung: 2010 mit Classmates             |

## Singles

### Als Leadmusiker
| Jahr | Titel Album                                       | Höchstplatzierung, Gesamtwochen, AuszeichnungChartplatzierungen (Jahr, Titel, Album, Platzierungen, Wochen, Auszeichnungen, Anmerkungen) | Höchstplatzierung, Gesamtwochen, AuszeichnungChartplatzierungen (Jahr, Titel, Album, Platzierungen, Wochen, Auszeichnungen, Anmerkungen) | Höchstplatzierung, Gesamtwochen, AuszeichnungChartplatzierungen (Jahr, Titel, Album, Platzierungen, Wochen, Auszeichnungen, Anmerkungen) | Höchstplatzierung, Gesamtwochen, AuszeichnungChartplatzierungen (Jahr, Titel, Album, Platzierungen, Wochen, Auszeichnungen, Anmerkungen) | Höchstplatzierung, Gesamtwochen, AuszeichnungChartplatzierungen (Jahr, Titel, Album, Platzierungen, Wochen, Auszeichnungen, Anmerkungen) | Anmerkungen |
| Jahr | Titel Album                                       | DE | AT | CH | UK | US | Anmerkungen |
| --- | ------------------------------------------------- | --- | --- | --- | --- | --- | --- |
| 2013 | Upper Echelon Owl Pharaoh                         | — | — | — | — | US— GoldUS | Erstveröffentlichung: 17. April 2013 Verkäufe: + 500.000; feat. T.I. & 2 Chainz                                                       |
| 2014 | Don’t Play Days Before Rodeo                      | — | — | — | — | US— GoldUS | Erstveröffentlichung: 6. Mai 2014 Verkäufe: + 540.000; feat. The 1975 & Big Sean                                                      |
| 2014 | Mamacita Days Before Rodeo                        | — | — | — | — | US— PlatinUS | Erstveröffentlichung: 18. August 2014 Verkäufe: + 1.080.000; feat. Rich Homie Quan & Young Thug                                       |
| 2015 | 3500 Rodeo                                        | — | — | — | — | US82 Platin · (1 Wo.)US | Erstveröffentlichung: 8. Juni 2015 Verkäufe: + 1.025.000; feat. Future & 2 Chainz                                                     |
| 2015 | Antidote Rodeo                                    | — | — | — | UK— GoldUK | US16 ×7Siebenfachplatin · (26 Wo.)US | Erstveröffentlichung: 28. Juli 2015 Verkäufe: + 7.815.000                                                                             |
| 2015 | Wonderful Birds in the Trap Sing McKnight         | — | — | — | UK— SilberUK | US— PlatinUS | Erstveröffentlichung: 31. Dezember 2015 Verkäufe: + 1.315.000; feat. The Weeknd                                                       |
| 2016 | A-Team –                                          | — | — | — | — | US— PlatinUS | Erstveröffentlichung: 6. Februar 2016 Verkäufe: + 1.000.000                                                                           |
| 2016 | Pick Up the Phone Birds in the Trap Sing McKnight | — | — | — | UK— PlatinUK | US43 ×5Fünffachplatin · (20 Wo.)US | Erstveröffentlichung: 3. Juni 2016 Verkäufe: + 6.245.000; mit Young Thug feat. Quavo                                                  |
| 2016 | Champions –                                       | — | — | — | UK— SilberUK | US71 ×2Doppelplatin · (3 Wo.)US | Erstveröffentlichung: 7. Juni 2016 Verkäufe: + 2.245.000; mit Kanye West, Gucci Mane, Big Sean, 2 Chainz, Yo Gotti, Quavo & Desiigner |
| 2016 | Beibs in the Trap Birds in the Trap Sing McKnight | — | — | — | UK— SilberUK | US90 ×3Dreifachplatin · (3 Wo.)US | Erstveröffentlichung: 2. September 2016 Verkäufe: + 3.520.000; feat. Nav                                                              |
| 2016 | Goosebumps Birds in the Trap Sing McKnight        | DE47 ×2Doppelplatin · (32 Wo.)DE | AT32 ×3Dreifachplatin · (34 Wo.)AT | CH32 (12 Wo.)CH | UK65 ×2Doppelplatin (Solo) + Platin (mit HVME) · (4 Wo.)UK                                                                               | US32 ×6Diamant + Sechsfachplatin · (35 Wo.)US                                                                                            | Erstveröffentlichung: 13. Dezember 2016 Verkäufe: + 23.236.666 ; feat. Kendrick Lamar                                                 |
| 2017 | Go Off Fast & Furious 8 O.S.T.                    | — | — | — | — | US— PlatinUS | Erstveröffentlichung: 3. März 2017 mit Lil Uzi Vert & Quavo                                                                           |
| 2017 | Butterfly Effect Astroworld                       | DE— PlatinDE | — | CH58 Platin · (14 Wo.)CH | UK57 ×2Doppelplatin · (22 Wo.)UK | US50 ×9Neunfachplatin · (23 Wo.)US | Erstveröffentlichung: 15. Mai 2017 Verkäufe: + 12.603.333                                                                             |
| 2018 | Watch –                                           | — | — | CH62 (1 Wo.)CH | UK53 (2 Wo.)UK | US16 Platin · (5 Wo.)US | Erstveröffentlichung: 4. Mai 2018 Verkäufe: + 1.040.000; feat. Kanye West & Lil Uzi Vert                                              |
| 2018 | Stargazing Astroworld                             | DE26 (3 Wo.)DE | AT19 (3 Wo.)AT | CH10 (6 Wo.)CH | UK15 Gold · (9 Wo.)UK | US8 ×4Vierfachplatin · (8 Wo.)US | Erstveröffentlichung: 3. August 2018 Verkäufe: + 5.315.000                                                                            |
| 2018 | Sicko Mode Astroworld                             | DE43 Platin · (27 Wo.)DE | AT29 Platin · (28 Wo.)AT | CH17 (39 Wo.)CH | UK9 ×3Dreifachplatin · (35 Wo.)UK | US1 ×5Diamant + Fünffachplatin · (52 Wo.)US                                                                                              | Erstveröffentlichung: 17. August 2018 Verkäufe: + 20.763.333; feat. Drake, Swae Lee & Big Hawk                                        |
| 2018 | Yosemite Astroworld                               | DE98 (1 Wo.)DE | — | — | UK93 Gold · (1 Wo.)UK | US25 ×4Vierfachplatin · (18 Wo.)US | Erstveröffentlichung: 20. November 2018 Verkäufe: + 5.065.000                                                                         |
| 2019 | Wake Up Astroworld                                | — | — | — | UK— SilberUK | US30 ×2Doppelplatin · (7 Wo.)US | Erstveröffentlichung: 26. März 2019 Verkäufe: + 2.540.000                                                                             |
| 2019 | Power Is Power For the Throne (O.S.T.)            | — | — | CH67 (2 Wo.)CH | UK45 (5 Wo.)UK | US90 Gold · (2 Wo.)US | Erstveröffentlichung: 18. April 2019 Verkäufe: + 500.000; mit SZA & The Weeknd                                                        |
| 2019 | The London So Much Fun                            | DE71 (3 Wo.)DE | AT37 (3 Wo.)AT | CH20 (21 Wo.)CH | UK18 Platin · (10 Wo.)UK | US12 ×3Dreifachplatin · (20 Wo.)US | Erstveröffentlichung: 23. Mai 2019 Verkäufe: + 4.150.000; mit Young Thug & J. Cole                                                    |
| 2019 | Highest in the Room JackBoys                      | DE8 Platin · (28 Wo.)DE | AT3 Platin · (27 Wo.)AT | CH2 ×2Doppelplatin · (58 Wo.)CH | UK2 ×2Doppelplatin · (20 Wo.)UK | US1 ×9Neunfachplatin · (22 Wo.)US | Erstveröffentlichung: 4. Oktober 2019 Verkäufe: + 13.473.333; Remix feat. Rosalía & Lil Baby                                          |
| 2020 | Out West JackBoys                                 | — | AT73 (1 Wo.)AT | CH34 (2 Wo.)CH | UK— SilberUK | US38 ×3Dreifachplatin · (22 Wo.)US | Erstveröffentlichung: 21. März 2020 Verkäufe: + 3.565.000; mit JackBoys feat. Young Thug                                              |
| 2020 | The Scotts –                                      | DE8 (8 Wo.)DE | AT5 Gold · (8 Wo.)AT | CH3 Gold · (12 Wo.)CH | UK11 Silber · (9 Wo.)UK | US1 ×3Dreifachplatin · (13 Wo.)US | Erstveröffentlichung: 24. April 2020 Verkäufe: + 3.905.000; mit Kid Cudi                                                              |
| 2020 | TKN –                                             | DE43 (9 Wo.)DE | AT31 (10 Wo.)AT | CH6 Gold · (16 Wo.)CH | UK41 Silber · (9 Wo.)UK | US66 Gold · (1 Wo.)US | Erstveröffentlichung: 28. Mai 2020 Verkäufe: + 1.400.000; mit Rosalía                                                                 |
| 2020 | The Plan Tenet O.S.T.                             | — | — | CH98 (1 Wo.)CH | UK93 (2 Wo.)UK | US74 (1 Wo.)US | Erstveröffentlichung: 21. August 2020                                                                                                 |
| 2020 | Franchise –                                       | DE35 (3 Wo.)DE | AT25 (3 Wo.)AT | CH14 (4 Wo.)CH | UK26 Silber · (5 Wo.)UK | US1 ×2Doppelplatin · (9 Wo.)US | Erstveröffentlichung: 25. September 2020 Verkäufe: + 2.370.000; feat. Young Thug & M. I. A.; Remix feat. Future                       |
| 2021 | Escape Plan –                                     | DE35 (2 Wo.)DE | AT25 (1 Wo.)AT | CH13 (2 Wo.)CH | UK23 (2 Wo.)UK | US11 Platin · (3 Wo.)US | Erstveröffentlichung: 5. November 2021 Verkäufe: + 1.020.000                                                                          |
| 2021 | Mafia –                                           | DE60 (1 Wo.)DE | AT44 (1 Wo.)AT | CH16 (2 Wo.)CH | UK41 (1 Wo.)UK | US26 Gold · (1 Wo.)US | Erstveröffentlichung: 5. November 2021 Verkäufe: + 540.000                                                                            |
| 2022 | Never Sleep Demons Protected by Angels            | — | — | — | UK95 (1 Wo.)UK | US50 (3 Wo.)US | Erstveröffentlichung: 29. Juli 2022 Verkäufe: + 40.000; mit Nav & Lil Baby                                                            |
| 2023 | Ring Ring –                                       | — | — | — | — | — | Erstveröffentlichung: 11. Mai 2023 mit Chase B, Don Toliver, Quavo & Ty Dolla Sign                                                    |
| 2023 | K-pop Utopia                                      | DE22 (3 Wo.)DE | AT27 (1 Wo.)AT | CH3 Gold · (2 Wo.)CH | UK24 (1 Wo.)UK | US7 Platin · (8 Wo.)US | Erstveröffentlichung: 21. Juli 2023 Verkäufe: + 1.405.000; feat. Bad Bunny & The Weeknd                                               |
| 2023 | Delresto (Echoes) Utopia                          | — | — | — | — | US25 (2 Wo.)US | Erstveröffentlichung: 28. Juli 2023 Verkäufe: + 80.000; mit Beyoncé feat. Bon Iver                                                    |
| 2025 | 4x4 –                                             | DE20 (2 Wo.)DE | AT12 (2 Wo.)AT | CH10 (2 Wo.)CH | UK23 (3 Wo.)UK | US1 (4 Wo.)US | Erstveröffentlichung: 24. Januar 2025                                                                                                 |
| 2025 | Champain & Vacay JackBoys 2                       | — | — | CH53 (1 Wo.)CH | UK60 (1 Wo.)UK | US53 (2 Wo.)US | Erstveröffentlichung: 11. Juli 2025 mit Don Toliver                                                                                   |
| Folgende Lieder erschienen nicht als Single, wurden aber durch das Album zum Download und Streaming bereitgestellt und konnten somit eine Platzierung erlangen: |                                                   | | | | | | |
| |                                                   | | | | | | |
| 2017 | Modern Slavery Huncho Jack, Jack Huncho           | — | — | CH83 (1 Wo.)CH | — | US68 (1 Wo.)US | Charteinstieg: 31. Dezember 2017 mit Quavo                                                                                            |
| 2017 | Dubai Shit Huncho Jack, Jack Huncho               | — | — | CH84 (1 Wo.)CH | — | US83 (1 Wo.)US | Charteinstieg: 31. Dezember 2017 mit Quavo                                                                                            |
| 2017 | Black & Chinese Huncho Jack, Jack Huncho          | — | — | CH92 (1 Wo.)CH | — | US71 (1 Wo.)US | Charteinstieg: 31. Dezember 2017 mit Quavo                                                                                            |
| 2018 | Eye 2 Eye Huncho Jack, Jack Huncho                | — | — | — | — | US65 (1 Wo.)US | Charteinstieg: 6. Januar 2018 mit Quavo                                                                                               |
| 2018 | Huncho Jack Huncho Jack, Jack Huncho              | — | — | — | — | US87 (1 Wo.)US | Charteinstieg: 6. Januar 2018 mit Quavo                                                                                               |
| 2018 | Motorcycle Patches Huncho Jack, Jack Huncho       | — | — | — | — | US90 (1 Wo.)US | Charteinstieg: 6. Januar 2018 mit Quavo                                                                                               |
| 2018 | Saint Huncho Jack, Jack Huncho                    | — | — | — | — | US92 (1 Wo.)US | Charteinstieg: 6. Januar 2018 mit Quavo                                                                                               |
| 2018 | Carousel Astroworld                               | DE82 (1 Wo.)DE | AT66 (1 Wo.)AT | CH35 (1 Wo.)CH | UK29 (1 Wo.)UK | US24 Platin · (2 Wo.)US | Charteinstieg: 10. August 2018 Verkäufe: + 1.155.000; feat. Frank Ocean                                                               |
| 2018 | Stop Trying to Be God Astroworld                  | DE100 (1 Wo.)DE | — | — | UK70 Silber · (1 Wo.)UK | US27 Platin · (2 Wo.)US | Videoauskopplung: 7. August 2018 Charteinstieg: 10. August 2018 Verkäufe: + 1.355.000                                                 |
| 2018 | R.I.P. Screw Astroworld                           | — | — | — | — | US26 Platin · (2 Wo.)US | Charteinstieg: 18. August 2018 Verkäufe: + 1.155.000                                                                                  |
| 2018 | No Bystanders Astroworld                          | — | — | — | UK— SilberUK | US31 ×2Doppelplatin · (2 Wo.)US | Charteinstieg: 18. August 2018 Verkäufe: + 2.460.000                                                                                  |
| 2018 | 5% Tint Astroworld                                | — | — | — | UK— SilberUK | US36 ×2Doppelplatin · (2 Wo.)US | Charteinstieg: 18. August 2018 Verkäufe: + 2.515.000                                                                                  |
| 2018 | Can’t Say Astroworld                              | — | — | — | UK— GoldUK | US38 ×4Vierfachplatin · (2 Wo.)US | Charteinstieg: 18. August 2018 Videoauskopplung: 5. Februar 2019 Verkäufe: + 5.090.000                                                |
| 2018 | NC-17 Astroworld                                  | — | — | — | — | US41 Platin · (1 Wo.)US | Charteinstieg: 18. August 2018 Verkäufe: + 1.100.000                                                                                  |
| 2018 | Who? What! Astroworld                             | — | — | — | — | US43 Platin · (1 Wo.)US | Charteinstieg: 18. August 2018 Verkäufe: + 1.100.000                                                                                  |
| 2018 | Skeletons Astroworld                              | — | — | — | UK— SilberUK | US47 ×2Doppelplatin · (1 Wo.)US | Charteinstieg: 18. August 2018 Verkäufe: + 2.345.000                                                                                  |
| 2018 | AstroThunder Astroworld                           | — | — | — | UK— SilberUK | US48 Platin · (1 Wo.)US | Charteinstieg: 18. August 2018 Verkäufe: + 1.430.000                                                                                  |
| 2018 | Houstonfornication Astroworld                     | — | — | — | UK— SilberUK | US53 Platin · (1 Wo.)US | Charteinstieg: 18. August 2018 Verkäufe: + 1.355.000                                                                                  |
| 2018 | Coffee Bean Astroworld                            | — | — | — | UK— SilberUK | US68 Platin · (1 Wo.)US | Charteinstieg: 18. August 2018 Verkäufe: + 1.300.000                                                                                  |
| 2020 | Gang Gang JackBoys                                | — | AT59 (1 Wo.)AT | CH25 (2 Wo.)CH | UK52 (1 Wo.)UK | US48 Platin · (2 Wo.)US | Charteinstieg: 5. Januar 2020 Verkäufe: + 1.000.000; mit JackBoys & Sheck Wes                                                         |
| 2020 | What to Do? JackBoys                              | — | AT68 (1 Wo.)AT | CH32 (2 Wo.)CH | UK57 (1 Wo.)UK | US56 Platin · (2 Wo.)US | Charteinstieg: 5. Januar 2020 Verkäufe: + 1.040.000; mit JackBoys feat. Don Toliver                                                   |
| 2020 | Gatti JackBoys                                    | — | — | — | UK59 Silber · (2 Wo.)UK | US69 ×2Doppelplatin · (1 Wo.)US | Charteinstieg: 11. Januar 2020 Verkäufe: + 2.455.000; mit JackBoys & Pop Smoke                                                        |
| 2023 | Meltdown Utopia                                   | DE61 (2 Wo.)DE | AT8 (3 Wo.)AT | CH2 Gold · (3 Wo.)CH | UK10 Silber · (9 Wo.)UK | US3 ×2Doppelplatin · (19 Wo.)US | Charteinstieg: 6. August 2023 Verkäufe: + 2.530.000; feat. Drake                                                                      |
| 2023 | Fe!n Utopia                                       | DE18 Gold · (40 Wo.)DE | AT3 (51 Wo.)AT | CH1 Platin · (62 Wo.)CH | UK13 Platin · (23 Wo.)UK | US5 ×4Vierfachplatin · (32 Wo.)US | Charteinstieg: 6. August 2023 Videoauskopplung: 30. März 2024 Verkäufe: + 6.357.000; feat. Playboi Carti                              |
| 2023 | Thank God Utopia                                  | DE— bDE | AT13 (1 Wo.)AT | CH4 (1 Wo.)CH | — | US16 Gold · (3 Wo.)US | Charteinstieg: 6. August 2023 Verkäufe: + 645.000                                                                                     |
| 2023 | Hyaena Utopia                                     | — | — | — | UK21 (1 Wo.)UK | US14 Gold · (2 Wo.)US | Charteinstieg: 10. August 2023 Verkäufe: + 580.000                                                                                    |
| 2023 | I Know ? Utopia                                   | DE71 (3 Wo.)DE | AT43 Gold · (5 Wo.)AT | CH20 Gold · (15 Wo.)CH | UK62 Silber · (9 Wo.)UK | US11 ×3Dreifachplatin · (22 Wo.)US | Charteinstieg: 12. August 2023 Verkäufe: + 3.985.000                                                                                  |
| 2023 | Topia Twins Utopia                                | — | — | — | — | US17 Platin · (4 Wo.)US | Charteinstieg: 12. August 2023 Verkäufe: + 1.145.000; feat. Rob 49 & 21 Savage                                                        |
| 2023 | My Eyes Utopia                                    | DE86 (7 Wo.)DE | AT54 Gold · (9 Wo.)AT | CH47 (20 Wo.)CH | UK65 Gold · (12 Wo.)UK | US19 ×2Doppelplatin · (13 Wo.)US | Charteinstieg: 12. August 2023 Verkäufe: + 2.920.000                                                                                  |
| 2023 | Modern Jam Utopia                                 | — | — | — | — | US23 Gold · (2 Wo.)US | Charteinstieg: 12. August 2023 Verkäufe: + 580.000; feat. Teezo Touchdown                                                             |
| 2023 | Telekinesis Utopia                                | DE— cDE | — | — | UK31 Silber · (9 Wo.)UK | US26 Platin · (11 Wo.)US | Charteinstieg: 12. August 2023 Verkäufe: + 1.510.000; feat. Future & SZA                                                              |
| 2023 | Sirens Utopia                                     | — | — | — | — | US27 Gold · (2 Wo.)US | Charteinstieg: 12. August 2023 Verkäufe: + 560.000                                                                                    |
| 2023 | God’s Country Utopia                              | — | — | — | — | US28 Gold · (2 Wo.)US | Charteinstieg: 12. August 2023 Verkäufe: + 580.000                                                                                    |
| 2023 | Skitzo Utopia                                     | — | — | — | — | US34 Gold · (2 Wo.)US | Charteinstieg: 12. August 2023 Verkäufe: + 560.000; feat. Young Thug                                                                  |
| 2023 | Circus Maximus Utopia                             | — | — | — | — | US36 (1 Wo.)US | Charteinstieg: 12. August 2023 Verkäufe: + 60.000; feat. The Weeknd & Swae Lee                                                        |
| 2023 | Til Further Notice Utopia                         | — | — | — | — | US38 Gold · (2 Wo.)US | Charteinstieg: 12. August 2023 Verkäufe: + 600.000; feat. James Blake & 21 Savage                                                     |
| 2023 | Lost Forever Utopia                               | — | — | — | — | US46 (1 Wo.)US | Charteinstieg: 12. August 2023 Verkäufe: + 20.000; feat. Westside Gunn                                                                |
| 2023 | Looove Utopia                                     | — | — | — | — | US49 (1 Wo.)US | Charteinstieg: 12. August 2023 Verkäufe: + 20.000; feat. Kid Cudi                                                                     |
| 2023 | Parasail Utopia                                   | — | — | — | — | US53 (1 Wo.)US | Charteinstieg: 12. August 2023 Verkäufe: + 20.000; feat. Yung Lean & Dave Chappelle                                                   |
| 2024 | Nightcrawler Rodeo                                | DE— dDE | AT67 (1 Wo.)AT | — | UK— SilberUK | US— PlatinUS | Charteinstieg: 16. Februar 2024 Verkäufe: + 1.250.000; feat. Chief Keef & Swae Lee                                                    |
| 2024 | Drugs You Should Try It Days Before Rodeo         | DE— eDE | — | CH49 (1 Wo.)CH | UK84 (1 Wo.)UK | US66 (1 Wo.)US | Charteinstieg: 30. August 2024 |
| 2025 | Kick Out JackBoys 2                               | — | — | CH52 (1 Wo.)CH | UK66 (1 Wo.)UK | US50 (2 Wo.)US | Charteinstieg: 18. Juli 2025 |
| 2025 | Dumbo JackBoys 2                                  | — | — | CH63 (2 Wo.)CH | UK74 (1 Wo.)UK | US54 (2 Wo.)US | Charteinstieg: 18. Juli 2025 |
| 2025 | 2000 Excursion JackBoys 2                         | — | — | — | — | US72 (1 Wo.)US | Charteinstieg: 26. Juli 2025 mit Sheck Wes & Don Toliver                                                                              |
| 2025 | Where Was You JackBoys 2                          | — | — | — | — | US74 (1 Wo.)US | Charteinstieg: 26. Juli 2025 mit Playboi Carti & Future                                                                               |
| 2025 | Shyne JackBoys 2                                  | — | — | — | — | US93 (1 Wo.)US | Charteinstieg: 26. Juli 2025 mit GloRilla                                                                                             |

### Als Gastmusiker
| Jahr | Titel Album                                 | Höchstplatzierung, Gesamtwochen, AuszeichnungChartplatzierungen (Jahr, Titel, Album, Platzierungen, Wochen, Auszeichnungen, Anmerkungen) | Höchstplatzierung, Gesamtwochen, AuszeichnungChartplatzierungen (Jahr, Titel, Album, Platzierungen, Wochen, Auszeichnungen, Anmerkungen) | Höchstplatzierung, Gesamtwochen, AuszeichnungChartplatzierungen (Jahr, Titel, Album, Platzierungen, Wochen, Auszeichnungen, Anmerkungen) | Höchstplatzierung, Gesamtwochen, AuszeichnungChartplatzierungen (Jahr, Titel, Album, Platzierungen, Wochen, Auszeichnungen, Anmerkungen) | Höchstplatzierung, Gesamtwochen, AuszeichnungChartplatzierungen (Jahr, Titel, Album, Platzierungen, Wochen, Auszeichnungen, Anmerkungen) | Anmerkungen |
| Jahr | Titel Album                                 | DE | AT | CH | UK | US | Anmerkungen |
| --- | ------------------------------------------- | --- | --- | --- | --- | --- | --- |
| 2014 | 10 2 10 (Remix) –                           | — | — | — | — | — | Erstveröffentlichung: 2014 Big Sean feat. Rick Ross & Travis Scott                                                  |
| 2015 | Night Riders Peace Is the Mission           | — | — | — | — | — | Erstveröffentlichung: 21. April 2015 Major Lazer feat. Travis Scott, 2 Chainz, Pusha T & Mad Cobra                  |
| 2015 | No Feelings –                               | — | — | — | — | — | Erstveröffentlichung: August 2015 PartyNextDoor feat. Travis Scott                                                  |
| 2016 | Whole Lotta Lovin’ –                        | — | — | — | — | US— GoldUS | Erstveröffentlichung: 8. Januar 2016 Verkäufe: + 500.000; DJ Mustard feat. Travis Scott                             |
| 2016 | Bake Sale Khalifa                           | — | — | — | — | US56 Gold · (2 Wo.)US | Erstveröffentlichung: 21. Januar 2016 Verkäufe: + 500.000; Wiz Khalifa feat. Travis Scott                           |
| 2016 | No English Rubba Band Business              | — | — | — | — | — | Erstveröffentlichung: 17. Juni 2016 Juicy J feat. Travis Scott                                                      |
| 2016 | Last Time The Return of East Atlanta Santa  | — | — | — | — | US— GoldUS | Erstveröffentlichung: 2. September 2016 Verkäufe: + 500.000; Gucci Mane feat. Travis Scott                          |
| 2016 | 3 Wayz Campaign                             | — | — | — | — | — | Erstveröffentlichung: 2. September 2016 Ty Dolla Sign feat. Travis Scott                                            |
| 2017 | Love Galore Ctrl                            | — | — | — | UK— PlatinUK | US32 ×8Achtfachplatin · (20 Wo.)US | Erstveröffentlichung: 28. April 2017 Verkäufe: + 9.125.000; SZA feat. Travis Scott                                  |
| 2017 | Know No Better                              | DE40 (17 Wo.)DE | AT45 (12 Wo.)AT | CH30 (15 Wo.)CH | UK15 Platin · (16 Wo.)UK | US87 Gold · (3 Wo.)US | Erstveröffentlichung: 1. Juni 2017 Verkäufe: + 1.608.333; Major Lazer feat. Travis Scott, Camila Cabello & Quavo    |
| 2017 | Sky Walker War & Leisure                    | — | — | — | UK— GoldUK | US29 ×3Dreifachplatin · (26 Wo.)US | Erstveröffentlichung: 24. August 2017 Verkäufe: + 3.615.000; Miguel feat. Travis Scott                              |
| 2017 | 4 AM Pretty Girls Like Trap Music           | — | — | — | — | US55 Platin · (12 Wo.)US | Erstveröffentlichung: 19. September 2017 Verkäufe: + 1.000.000; 2 Chainz feat. Travis Scott                         |
| 2017 | Deserve Antares                             | — | — | — | — | — | Erstveröffentlichung: 12. Oktober 2017 Kris Wu feat. Travis Scott                                                   |
| 2017 | Dark Knight Dummo Life’s a Trip             | — | — | — | UK— SilberUK | US72 ×3Dreifachplatin · (7 Wo.)US | Erstveröffentlichung: 6. Dezember 2017 Verkäufe: + 3.445.000; Trippie Redd feat. Travis Scott                       |
| 2018 | Close Sr3mm                                 | — | — | — | — | US98 Gold · (1 Wo.)US | Erstveröffentlichung: 18. April 2018 Verkäufe: + 520.000; Rae Sremmurd, Swae Lee & Slim Jxmmi feat. Travis Scott    |
| 2018 | Champion Reckless                           | — | — | — | UK— SilberUK | US86 Platin · (1 Wo.)US | Erstveröffentlichung: 26. Juni 2018 Verkäufe: + 1.365.000; Nav feat. Travis Scott                                   |
| 2018 | Zeze Dying to Live                          | DE37 Gold · (16 Wo.)DE | AT31 (10 Wo.)AT | CH13 (19 Wo.)CH | UK7 Platin · (20 Wo.)UK | US2 ×6Sechsfachplatin · (25 Wo.)US | Erstveröffentlichung: 12. Oktober 2018 Verkäufe: + 7.430.000; Kodak Black feat. Travis Scott & Offset               |
| 2019 | Mile High Assume Form                       | — | — | — | UK47 (2 Wo.)UK | — | Erstveröffentlichung: 18. Januar 2019 Verkäufe: + 20.000; James Blake feat. Travis Scott & Metro Boomin             |
| 2019 | First Off The Wizrd                         | — | — | CH89 (1 Wo.)CH | UK78 (1 Wo.)UK | US47 Platin · (3 Wo.)US | Erstveröffentlichung: 12. Februar 2019 Verkäufe: + 1.080.000; Future feat. Travis Scott                             |
| 2019 | Chopstix Crash Talk                         | — | — | — | — | US85 Gold · (1 Wo.)US | Erstveröffentlichung: 8. April 2019 Verkäufe: + 500.000; Schoolboy Q feat. Travis Scott                             |
| 2019 | Antisocial No. 6 Collaborations Project     | DE23 (4 Wo.)DE | AT15 (3 Wo.)AT | CH40 (2 Wo.)CH | UK— GoldUK | US37 Gold · (4 Wo.)US | Erstveröffentlichung: 12. Juli 2019 Verkäufe: + 1.135.000; Ed Sheeran feat. Travis Scott                            |
| 2020 | Give No Fxk –                               | — | — | CH45 (1 Wo.)CH | UK96 (1 Wo.)UK | US48 (1 Wo.)US | Erstveröffentlichung: 14. Februar 2020 Migos feat. Travis Scott & Young Thug                                        |
| 2020 | Turks Good Intentions                       | — | AT75 (1 Wo.)AT | CH63 (2 Wo.)CH | UK54 (2 Wo.)UK | US17 ×2Doppelplatin · (11 Wo.)US | Erstveröffentlichung: 27. März 2020 Verkäufe: + 2.100.000; Nav & Gunna feat. Travis Scott                           |
| 2020 | Wash Us in the Blood –                      | DE— fDE | — | — | UK51 (3 Wo.)UK | US49 (2 Wo.)US | Erstveröffentlichung: 30. Juni 2020 Kanye West feat. Travis Scott                                                   |
| 2021 | Durag Activity The Melodic Blue             | DE— gDE | — | CH68 (1 Wo.)CH | UK96 (1 Wo.)UK | US85 Gold · (1 Wo.)US | Erstveröffentlichung: 30. April 2021 Verkäufe: + 540.000; Baby Keem feat. Travis Scott                              |
| 2021 | Flocky Flocky Life of a Don                 | DE— hDE | — | CH69 (1 Wo.)CH | UK99 (1 Wo.)UK | US53 (2 Wo.)US | Erstveröffentlichung: 7. Oktober 2021 Don Toliver feat. Travis Scott                                                |
| 2022 | Hold That Heat –                            | — | — | — | — | US57 (1 Wo.)US | Erstveröffentlichung: 22. April 2022 Southside & Future feat. Travis Scott                                          |
| 2022 | Down in Atlanta –                           | DE82 (1 Wo.)DE | — | CH25 (2 Wo.)CH | UK81 (1 Wo.)UK | US88 (1 Wo.)US | Erstveröffentlichung: 18. November 2022 Pharrell Williams feat. Travis Scott                                        |
| 2024 | Type Shit We Don’t Trust You                | DE33 (10 Wo.)DE | AT23 Gold · (14 Wo.)AT | CH11 Gold · (12 Wo.)CH | UK18 Silber · (13 Wo.)UK | US2 (20 Wo.)US | Erstveröffentlichung: 22. März 2024 Verkäufe: + 535.000; Future & Metro Boomin feat. Travis Scott                   |
| 2024 | Parking Lot Faith of a Mustard Seed         | DE— iDE | — | CH69 (1 Wo.)CH | UK83 (1 Wo.)UK | US57 Gold · (8 Wo.)US | Erstveröffentlichung: 21. Juni 2024 Verkäufe: + 500.000; Mustard feat. Travis Scott                                 |
| 2024 | Active Lungu Boy                            | — | — | — | UK58 (2 Wo.)UK | — | Erstveröffentlichung: 6. August 2024 Verkäufe: + 50.000; Asake feat. Travis Scott                                   |
| 2025 | TaTaTa No Sign of Weakness                  | — | — | CH75 (1 Wo.)CH | UK84 (1 Wo.)UK | — | Erstveröffentlichung: 21. Mai 2025 Burna Boy feat. Travis Scott                                                     |
| Folgende Lieder erschienen nicht als Single, wurden aber durch das Album zum Download und Streaming bereitgestellt und konnten somit eine Platzierung erlangen: |                                             | | | | | | |
| |                                             | | | | | | |
| 2015 | No Sense Purpose                            | — | — | — | UK50 Silber · (5 Wo.)UK | US54 Platin · (3 Wo.)US | Charteinstieg: 26. November 2015 Verkäufe: + 1.340.000; Justin Bieber feat. Travis Scott                            |
| 2017 | Kelly Price Culture                         | — | — | — | — | US58 (2 Wo.)US | Charteinstieg: 18. Februar 2017 Migos feat. Travis Scott                                                            |
| 2017 | Portland More Life                          | DE77 (2 Wo.)DE | AT64 (2 Wo.)AT | CH31 (4 Wo.)CH | UK27 Platin · (8 Wo.)UK | US9 ×2Doppelplatin · (16 Wo.)US | Charteinstieg: 8. April 2017 Radioauskopplung: 16. Mai 2017 Verkäufe: + 2.865.000; Drake feat. Quavo & Travis Scott |
| 2017 | Don’t Quit Grateful                         | — | — | CH76 (1 Wo.)CH | UK75 (1 Wo.)UK | US68 (1 Wo.)US | Charteinstieg: 2. Juli 2017 Verkäufe: + 40.000; DJ Khaled & Calvin Harris feat. Travis Scott & Jeremih              |
| 2017 | On Everything Grateful                      | — | — | — | — | US88 (1 Wo.)US | Charteinstieg: 15. Juli 2017 DJ Khaled feat. Travis Scott, Rick Ross & Big Sean                                     |
| 2017 | Ghostface Killers Without Warning           | DE94 (1 Wo.)DE | — | CH40 (3 Wo.)CH | UK60 (2 Wo.)UK | US35 ×2Doppelplatin · (7 Wo.)US | Charteinstieg: 10. November 2017 Verkäufe: + 2.175.000; 21 Savage, Offset & Metro Boomin feat. Travis Scott         |
| 2017 | Go Legend Double or Nothing                 | — | — | — | — | US67 (1 Wo.)US | Charteinstieg: 30. Dezember 2017 Big Sean & Metro Boomin feat. Travis Scott                                         |
| 2018 | White Sand Culture II                       | — | — | — | — | US64 Gold · (1 Wo.)US | Charteinstieg: 10. Februar 2018 Verkäufe: + 500.000; Migos feat. Travis Scott, Ty Dolla Sign & Big Sean             |
| 2018 | Big Shot Black Panther: The Album           | — | — | CH70 (1 Wo.)CH | UK55 (3 Wo.)UK | US71 (2 Wo.)US | Charteinstieg: 24. Februar 2018 Verkäufe: + 100.000; Kendrick Lamar & Travis Scott                                  |
| 2018 | Let It Fly Tha Carter V                     | — | — | CH66 (1 Wo.)CH | UK41 (1 Wo.)UK | US10 Platin · (2 Wo.)US | Charteinstieg: 7. Oktober 2018 Verkäufe: + 1.000.000; Lil Wayne feat. Travis Scott                                  |
| 2018 | Rerun Quavo Huncho                          | — | — | — | — | US88 (1 Wo.)US | Charteinstieg: 27. Oktober 2018 Quavo feat. Travis Scott                                                            |
| 2018 | Overdue Not All Heroes Wear Capes           | — | — | CH95 (1 Wo.)CH | UK86 Silber · (1 Wo.)UK | US62 Platin · (1 Wo.)US | Charteinstieg: 11. November 2018 Verkäufe: + 1.465.000; Metro Boomin feat. Travis Scott                             |
| 2018 | Dreamcatcher Not All Heroes Wear Capes      | — | — | — | — | US72 (1 Wo.)US | Charteinstieg: 17. November 2018 Verkäufe: + 115.000; Metro Boomin feat. Swae Lee & Travis Scott                    |
| 2018 | No More Not All Heroes Wear Capes           | — | — | — | — | US79 (1 Wo.)US | Charteinstieg: 17. November 2018 Verkäufe: + 40.000; Metro Boomin feat. Travis Scott, Kodak Black & 21 Savage       |
| 2018 | Up to Something Not All Heroes Wear Capes   | — | — | — | — | US100 (1 Wo.)US | Charteinstieg: 17. November 2018 Metro Boomin feat. Young Thug & Travis Scott                                       |
| 2019 | Legacy Father of 4                          | — | — | — | — | US49 Gold · (1 Wo.)US | Charteinstieg: 9. März 2019 Verkäufe: + 500.000; Offset feat. Travis Scott & 21 Savage                              |
| 2019 | Whip Rap or Go to the League                | — | — | — | — | US75 (1 Wo.)US | Charteinstieg: 16. März 2019 2 Chainz feat. Travis Scott                                                            |
| 2019 | Celebrate Father of Asahd                   | — | — | — | UK48 (1 Wo.)UK | US52 Gold · (1 Wo.)US | Charteinstieg: 30. Mai 2019 Verkäufe: + 520.000; DJ Khaled feat. Travis Scott & Post Malone                         |
| 2020 | Solitaires High Off Life                    | — | — | CH51 (1 Wo.)CH | — | US32 Platin · (3 Wo.)US | Charteinstieg: 24. Mai 2020 Verkäufe: + 1.080.000; Future feat. Travis Scott                                        |
| 2020 | Top Floor Wunna                             | — | — | CH78 (1 Wo.)CH | UK90 (1 Wo.)UK | US55 (1 Wo.)US | Charteinstieg: 31. Mai 2020 Verkäufe: + 40.000; Gunna feat. Travis Scott                                            |
| 2020 | Lithuania Detroit 2                         | — | — | — | — | US69 (1 Wo.)US | Charteinstieg: 19. September 2020 Big Sean feat. Travis Scott                                                       |
| 2021 | Diamonds Dancing Slime Language 2           | — | — | CH92 (1 Wo.)CH | UK80 (1 Wo.)UK | US46 (1 Wo.)US | Charteinstieg: 25. April 2021 Young Thug & Gunna feat. Travis Scott                                                 |
| 2021 | Hats Off Voice of the Heroes                | — | — | — | UK63 (1 Wo.)UK | US16 Platin · (11 Wo.)US | Charteinstieg: 17. Juni 2021 Verkäufe: + 1.000.000; Lil Baby & Lil Durk feat. Travis Scott                          |
| 2021 | Praise God Donda                            | DE— jDE | — | — | UK93 Silber · (4 Wo.)UK | US20 Platin · (2 Wo.)US | Charteinstieg: 9. September 2021 Verkäufe: + 1.420.000; Kanye West feat. Travis Scott & Baby Keem                   |
| 2021 | Fair Trade Certified Lover Boy              | DE45 (3 Wo.)DE | AT11 (5 Wo.)AT | CH7 (8 Wo.)CH | UK3 Platin · (9 Wo.)UK | US3 (17 Wo.)US | Charteinstieg: 12. September 2021 Verkäufe: + 1.345.000; Drake feat. Travis Scott                                   |
| 2021 | Bubbly Punk                                 | DE— kDE | — | CH94 (1 Wo.)CH | UK60 (1 Wo.)UK | US20 (12 Wo.)US | Charteinstieg: 22. Oktober 2021 Young Thug feat. Drake & Travis Scott                                               |
| 2022 | Let’s Pray God Did                          | — | — | — | — | US86 (1 Wo.)US | Charteinstieg: 10. September 2022 DJ Khaled feat. Don Toliver & Travis Scott                                        |
| 2022 | Pussy & Millions Her Loss                   | — | AT23 (1 Wo.)AT | CH12 (2 Wo.)CH | — | US6 (7 Wo.)US | Charteinstieg: 13. November 2022 Verkäufe: + 35.000; Drake & 21 Savage feat. Travis Scott                           |
| 2022 | Niagara Falls (Foot or 2) Heroes & Villains | — | — | CH28 (1 Wo.)CH | UK46 Silber · (2 Wo.)UK | US27 (6 Wo.)US | Charteinstieg: 11. Dezember 2022 Verkäufe: + 425.000; Metro Boomin feat. Travis Scott & 21 Savage                   |
| 2022 | Raindrops (Insane) Heroes & Villains        | — | — | — | — | US31 (2 Wo.)US | Charteinstieg: 17. Dezember 2022 Verkäufe: + 40.000; Metro Boomin feat. Travis Scott                                |
| 2022 | Trance Heroes & Villains                    | DE— lDE | — | CH65 (7 Wo.)CH | UK60 Gold · (10 Wo.)UK | US42 Platin · (19 Wo.)US | Charteinstieg: 17. Dezember 2022 Verkäufe: + 2.085.000; Metro Boomin feat. Travis Scott & Young Thug                |
| 2022 | Lock on Me Heroes & Villains                | — | — | — | — | US72 (1 Wo.)US | Charteinstieg: 17. Dezember 2022 Metro Boomin feat. Travis Scott & Future                                           |
| 2022 | Open Arms SOS                               | — | — | — | UK63 Gold · (3 Wo.)UK | US54 Platin · (2 Wo.)US | Charteinstieg: 24. Dezember 2022 Verkäufe: + 1.620.000; SZA feat. Travis Scott                                      |
| 2023 | Krzy Train Mansion Musik                    | — | — | — | — | US90 (1 Wo.)US | Charteinstieg: 4. Februar 2023 Trippie Redd feat. Travis Scott                                                      |
| 2023 | Aye Pink Tape                               | — | — | CH88 (1 Wo.)CH | UK94 (1 Wo.)UK | US31 (1 Wo.)US | Charteinstieg: 9. Juli 2023 Lil Uzi Vert feat. Travis Scott                                                         |
| 2023 | Say My Grace Set It Off                     | — | AT70 (1 Wo.)AT | CH41 (1 Wo.)CH | UK49 (1 Wo.)UK | US48 (2 Wo.)US | Charteinstieg: 20. Oktober 2023 Offset feat. Travis Scott                                                           |
| 2024 | Née-Nah American Dream                      | DE— mDE | AT27 (1 Wo.)AT | CH12 (3 Wo.)CH | UK23 (4 Wo.)UK | US10 Platin · (10 Wo.)US | Charteinstieg: 21. Januar 2024 Verkäufe: + 1.120.000; 21 Savage feat. Travis Scott & Metro Boomin                   |
| 2024 | Cinderella We Don’t Trust You               | — | AT25 (3 Wo.)AT | CH9 (3 Wo.)CH | UK20 (3 Wo.)UK | US6 (8 Wo.)US | Charteinstieg: 31. März 2024 Verkäufe: + 100.000; Future & Metro Boomin feat. Travis Scott                          |
| 2024 | Ice Age Hardstone Psycho                    | — | — | — | — | US92 (1 Wo.)US | Charteinstieg: 29. Juni 2024 Don Toliver feat. Travis Scott                                                         |
| 2025 | Stuff WHAM                                  | — | — | — | UK82 (1 Wo.)UK | US51 (3 Wo.)US | Charteinstieg: 16. Januar 2025 Lil Baby feat. Travis Scott                                                          |
| 2025 | Reflections Laughing Hurry Up Tomorrow      | — | — | — | — | US53 (1 Wo.)US | Charteinstieg: 15. Februar 2025 The Weeknd feat. Florence + the Machine &Travis Scott                               |
| 2025 | Crush Music                                 | — | AT16 (1 Wo.)AT | — | — | US19 (2 Wo.)US | Charteinstieg: 29. März 2025 Playboi Carti feat. Travis Scott                                                       |
| 2025 | Philly Music                                | — | — | — | — | US28 (2 Wo.)US | Charteinstieg: 29. März 2025 Playboi Carti feat. Travis Scott                                                       |
| 2025 | Charge Dem Hoes a Fee Music                 | — | — | — | — | US49 (1 Wo.)US | Charteinstieg: 29. März 2025 Playboi Carti feat. Future & Travis Scott                                              |
| 2025 | Wake Up F1lthy Music                        | — | — | — | — | US52 (1 Wo.)US | Charteinstieg: 29. März 2025 Playboi Carti feat. Travis Scott                                                       |

## Promoveröffentlichungen

### Promo-Singles
| Jahr | Titel Album                             | Höchstplatzierung, Gesamtwochen, AuszeichnungChartplatzierungen (Jahr, Titel, Album, Platzierungen, Wochen, Auszeichnungen, Anmerkungen) | Höchstplatzierung, Gesamtwochen, AuszeichnungChartplatzierungen (Jahr, Titel, Album, Platzierungen, Wochen, Auszeichnungen, Anmerkungen) | Höchstplatzierung, Gesamtwochen, AuszeichnungChartplatzierungen (Jahr, Titel, Album, Platzierungen, Wochen, Auszeichnungen, Anmerkungen) | Höchstplatzierung, Gesamtwochen, AuszeichnungChartplatzierungen (Jahr, Titel, Album, Platzierungen, Wochen, Auszeichnungen, Anmerkungen) | Höchstplatzierung, Gesamtwochen, AuszeichnungChartplatzierungen (Jahr, Titel, Album, Platzierungen, Wochen, Auszeichnungen, Anmerkungen) | Anmerkungen                                                                                                  |
| Jahr | Titel Album                             | DE | AT | CH | UK | US | Anmerkungen                                                                                                  |
| ---- | --------------------------------------- | --- | --- | --- | --- | --- | --- |
| 2019 | Take What You Want Hollywood’s Bleeding | — | — | — | UK22 Platin · (8 Wo.)UK | US8 ×2Doppelplatin · (20 Wo.)US | Erstveröffentlichung: 15. Oktober 2019 Verkäufe: + 3.410.000; Post Malone feat. Ozzy Osbourne & Travis Scott |

### Lieder über Soundcloud
| Jahr | Titel Album      | Anmerkungen                                              |
| ---- | ---------------- | -------------------------------------------------------- |
| 2017 | Green & Purple – | Erstveröffentlichung: 15. Mai 2017 feat. Playboi Carti   |
| 2018 | Zoom –           | Erstveröffentlichung: 3. August 2018 feat. Gunna         |
| 2018 | Part Time –      | Erstveröffentlichung: 3. August 2018                     |
| 2018 | Houdini –        | Erstveröffentlichung: 4. August 2018 feat. Playboi Carti |

## Statistik

### Chartauswertung
|                     | DE    | AT    | CH    | UK    | US    |
| ------------------- | ----- | ----- | ----- | ----- | ----- |
| Nummer-eins-Alben   | DE—DE | AT1AT | CH1CH | UK1UK | US6US |
| Top-10-Alben        | DE3DE | AT5AT | CH5CH | UK2UK | US8US |
| Alben in den Charts | DE7DE | AT6AT | CH7CH | UK6UK | US8US |

|                       | DE     | AT     | CH     | UK     | US      |
| --------------------- | ------ | ------ | ------ | ------ | ------- |
| Nummer-eins-Singles   | DE—DE  | AT—AT  | CH1CH  | UK—UK  | US5US   |
| Top-10-Singles        | DE2DE  | AT4AT  | CH11CH | UK5UK  | US18US  |
| Singles in den Charts | DE27DE | AT34AT | CH61CH | UK64UK | US132US |

### Auszeichnungen für Musikverkäufe
| Land/RegionAuszeichnungen für Musikverkäufe (Land/Region, Auszeichnungen, Verkäufe, Quellen) | Silber       | Gold         | Platin         | Diamant       | Verkäufe    | Quellen              |
| -------------------------------------------------------------------------------------------- | ------------ | ------------ | -------------- | ------------- | ----------- | -------------------- |
| Australien (ARIA)                                                                            | —            | 19× Gold19   | 46× Platin46   | —             | 3.885.000   | aria.com.au          |
| Belgien (BRMA)                                                                               | —            | 3× Gold3     | 2× Platin2     | —             | 135.000     | ultratop.be          |
| Brasilien (PMB)                                                                              | —            | 25× Gold25   | 51× Platin51   | 17× Diamant17 | 5.630.000   | pro-musicabr.org.br  |
| Dänemark (IFPI)                                                                              | —            | 23× Gold23   | 22× Platin22   | —             | 2.270.000   | ifpi.dk              |
| Deutschland (BVMI)                                                                           | —            | 4× Gold4     | 5× Platin5     | —             | 2.675.000   | musikindustrie.de    |
| Frankreich (SNEP)                                                                            | —            | 12× Gold12   | 10× Platin10   | 5× Diamant5   | 4.316.664   | snepmusique.com      |
| Griechenland (IFPI)                                                                          | —            | 3× Gold3     | 17× Platin17   | Diamant1      | 470.000     | Einzelnachweise      |
| Italien (FIMI)                                                                               | —            | 23× Gold23   | 19× Platin19   | —             | 2.260.000   | fimi.it              |
| Kanada (MC)                                                                                  | —            | 26× Gold26   | 124× Platin124 | Diamant1      | 11.760.000  | musiccanada.com      |
| Mexiko (AMPROFON)                                                                            | —            | 3× Gold3     | 13× Platin13   | 2× Diamant2   | 1.830.000   | amprofon.com.mx      |
| Neuseeland (RMNZ)                                                                            | —            | 4× Gold4     | 62× Platin62   | —             | 1.747.500   | radioscope.co.nz NZ2 |
| Niederlande (NVPI)                                                                           | —            | Gold1        | —              | —             | 15.000      | nvpi.nl              |
| Nigeria (TCSN)                                                                               | —            | Gold1        | —              | —             | 50.000      | turntablecharts.com  |
| Österreich (IFPI)                                                                            | —            | 4× Gold4     | 6× Platin6     | —             | 225.000     | ifpi.at              |
| Polen (ZPAV)                                                                                 | —            | 23× Gold23   | 37× Platin37   | Diamant1      | 2.150.000   | olis.pl              |
| Portugal (AFP)                                                                               | —            | 8× Gold8     | 36× Platin36   | —             | 395.500     | Einzelnachweise      |
| Schweden (IFPI)                                                                              | —            | 5× Gold5     | 3× Platin3     | —             | 320.000     | sverigetopplistan.se |
| Schweiz (IFPI)                                                                               | —            | 6× Gold6     | 5× Platin5     | —             | 190.000     | hitparade.ch         |
| Singapur (RIAS)                                                                              | —            | Gold1        | —              | —             | 5.000       | rias.org.sg          |
| Spanien (Promusicae)                                                                         | —            | 8× Gold8     | 9× Platin9     | —             | 730.000     | elportaldemusica.es  |
| Südafrika (RISA)                                                                             | —            | 5× Gold5     | 2× Platin2     | —             | 195.000     | Einzelnachweise      |
| Ungarn (MAHASZ)                                                                              | —            | Gold1        | 4× Platin4     | —             | 18.000      | slagerlistak.hu      |
| Vereinigte Staaten (RIAA)                                                                    | —            | 31× Gold31   | 172× Platin172 | 2× Diamant2   | 208.500.000 | riaa.com             |
| Vereinigtes Königreich (BPI)                                                                 | 29× Silber29 | 14× Gold14   | 20× Platin20   | —             | 21.720.000  | bpi.co.uk            |
| Insgesamt                                                                                    | 29× Silber29 | 253× Gold253 | 665× Platin665 | 29× Diamant29 |             |                      |